# Соснове Болото (Брянська область)
Соснове Болото (рос. Сосновое Болото) — село в Вигоницькому районі Брянської області Російської Федерації.
Населення становить 105 осіб. Входить до складу муніципального утворення Хмелевське сільське поселення.

## Історія
Від 2005 року входить до складу муніципального утворення Хмелевське сільське поселення.

## Населення
| 2010 | 2013 |
| ---- | ---- |
| 126  | ↘105 |